# Детрок
Детрок (на английски: Deathrock) е термин, който се използва, за да идентифицира поджанр на пънк рока, като навява елементи на ужас и създава призеачна атмосфера, заражда се на Западното крайбрежие, САЩ през в края на 70-те.

## Характеристики
В Deathrock песните се използват прости акорди, ехтящи китари, силни басове и барабанене, което се повтаря ритмично, използва се постпънк такт в 4/4.
За да бъде създадена атмосфера, понякога се използват стържещи рифове. Текстовете са много различни, но са типични с дълбочината и нереалното, като се обвързват с мрачните моменти на изолация, разочарование, празнота, депресия, живот, смърт и т.н. Често текстовете в Deathrock включват теми свързани с хорър филмите, което кара някои банди да използват елементи от #виж рокабилито и сърф рока.
Простотата на структурата на песните, тежка атмосфера и ритъм, тази музика разчита много на вокалите, които в повечето случаи пораждат комплекс от емоции, така deathrock вокалистите най-често имат характерни гласове и силно сценично присъствие.
Сходно звучащото име на deathrock с това на death metal, дефакто няма нищо общо между двата стила. Както и да е, предполага се, че групи, като The Birthday Party вдъхновяват по-късната употреба на определен стил вокали.

## История

### Етимология
Жанрът death rock, започва да се използва за първи път през 50-те години, като описва тематично свързан поджанр на rock'n'roll, който жанр започва да се развива през 1958 благодарение на Джоди Рейнолдс Endless Sleep и среща своя край през 1964 с Дж. Франк Уилсън Last Kiss. Тези песни за мъртви тийнейджъри не биват забелязани от романтичната гледна точка на смъртта. Leader of the Pack е най-подходящата песен за пример от deathrock на 50-те и 60-те години.
Терминът deathrock среща отглас 15 години по-късно през 1979, като бива описан от различни пънк банди от Западното крайбрежие на Щатите. Най-правилно е да се каже, че терминът идва от три различни места: Роз Уилямс, основател на групата Christian Death, като чрез този термин описва звученето на бандата си; музикалната преса през 50-те използва названието, за да опише поджанр от пънка; и/или филма на Ник Зед от 1979 They Eat Scum, в който става въпрос за измислена канибласка death rock пънк банда наречена Suzy Putrid and the Mental Deficients.
|  | Тази страница частично или изцяло представлява превод на страницата Deathrock в Уикипедия на английски. Оригиналният текст, както и този превод, са защитени от Лиценза „Криейтив Комънс – Признание – Споделяне на споделеното“, а за съдържание, създадено преди юни 2009 година – от Лиценза за свободна документация на ГНУ. Прегледайте историята на редакциите на оригиналната страница, както и на преводната страница, за да видите списъка на съавторите. ВАЖНО: Този шаблон се отнася единствено до авторските права върху съдържанието на статията. Добавянето му не отменя изискването да се посочват конкретни източници на твърденията, които да бъдат благонадеждни. |